# 三好和義
三好和義（みよし かずよし、1958年11月8日 - ）は、日本の写真家。
徳島県徳島市出身。徳島県立城北高等学校、東海大学文学部広報学科卒業。

## 経歴
- 1958年 徳島市に生まれる。実家は駅前の青果店。
- 1973年 吉野川堤防で撮影した牛の写真が徳島新聞に掲載され、初めて原稿料をもらう。
- 1974年 ダイビングのライセンスを取得。初めての個展「南島・先島」を、徳島県郷土文化会館（現・あわぎんホール）で開催。
- 1975年沖縄で撮影した「牛」で二科展に最年少入選。
- 1976年 17歳のときに銀座ニコンサロンと大阪ニコンサロンで個展「沖縄・先島」を開く。17歳は最年少。
- 1977年 東海大学文学部広報学科入学。編集プロダクションを設立し、雑誌のグラビアや広告写真で活動。
- 1978年 大学の練習船望星丸に練習生として乗船。ポナペ、フィジー、ニューカレドニア、グアムなどの太平洋の島を43日間航海する。その時に撮った写真をまとめて、個展「南の島、南の風」を銀座ニコンサロンで開催。
- 1979年 ハワイで撮ったサーフィンなどの組写真でAPA(日本広告写真家協会)で特選に選出。
- 1981年 大学卒業直前、株式会社「楽園」を設立。
- 1985年 初の写真集「RAKUEN」を出版。1986年、写真集「RAKUEN」などにより、第11回木村伊兵衛賞受賞（当時の最年少記録）。以降、「楽園」をテーマに世界各国の写真を撮っている。タヒチ、モルディブ、ハワイなどの美しいビーチの写真集を数多く出版。
- 1996年  大型写真集「富士山」を出版。
- 1998年 日本ユネスコの依頼で撮影した「日本の世界遺産」。この写真は国際交流基金の手により世界巡回。
- 2000年 8万円の豪華本「屋久島」を出版。世界遺産に関する撮影も多く、写真集では「四千年の楽園・中国の世界遺産」「楽園の都 ヴェルサイユ」などもある。近年は仏像、神社などの撮影も。シリーズ刊行した「日本の古社」（伊勢神宮・春日大社など6巻）。仏像の写真集「極楽園」など。
- 2004年 藤本四八写真文化賞を四国八十八ヶ所を撮った「巡る楽園・四国八十八ヶ所から高野山へ」で受賞。
- 2009年 「京都の御所と離宮」を出版。
- 2014年 ニッコールクラブ顧問に就任
- 2015年 『アサヒカメラ』（2016年1月号より）にて「楽園写真術」の連載開始。
- 2016年 Amazonプライムビデオにて「RAKUEN三好和義と巡る楽園の旅」配信開始。タヒチ編、モルディブ編、屋久島・室生寺編など。
- 2017年 東大寺などの撮影のために奈良にも住居を構える。
- 2018年 東大寺・境内「本坊」にて写真展「東大寺と正倉院」を開催。
- 2020年小学館初の超大型写真集SUMOブック「東大寺」（税抜価格36万円）を発売。
- 2022年丸1年をかけて法隆寺を撮影。SUMOブック２弾として出版。

- ニューヨークのジョージ・イーストマン・ハウス写真博物館に作品が永久保存されている。

### 主な写真集
- 1985年「RAKUEN」（小学館）
- 1991年「地球の楽園」（小学館）
- 1992年「楽園王国 タヒチ」（マガジンハウス）
- 1993年「小さな楽園 FLOWER/BEACH」（小学館）
- 1995年「タヒチ 伝説の楽園」（小学館）
- 1995年「HOTEL楽園」（小学館）
- 1995年「楽園のともだち」（小学館）
- 1995年「SAHARA!金の砂 銀の星」（文藝春秋）
- 1996年「美しい日本の四季」（小学館）
- 1996年「富士山」（講談社）
- 1997年「楽園の原点 おきなわ」（新潮社）
- 1997年「楽園大百科」（小学館）
- 1997年「クリスタリン」（筑摩書房）モデル：熊川哲也
- 1998年「日本の世界遺産」（小学館）
- 1998年「僕のふるさと 阿波吉野川」（小学館）
- 1999年「モルディブ 青い楽園」（小学館）
- 1999年「和の楽園」（小学館）
- 2000年「世界遺産 屋久島」（小学館）
- 2000年「ホテル楽園 オリエンタルリゾート」（小学館）
- 2001年「世界遺産 屋久島の撮り方」（小学館）
- 2002年「ニライカナイ 神々の住む楽園」（小学館）
- 2003年「巡る楽園 四国八十八ヶ所から高野山へ」（小学館）
- 2004年「日本の古社」シリーズ（淡交社）
- 2005年「ホテル楽園 世界旅行」（小学館）
- 2005年「楽園全集」（小学館）
- 2006年「楽園の都 ヴェルサイユ」（小学館）
- 2007年「鯛の本」（淡交社）
- 2007年「ハワイアンスピリッツ楽園の秘密」（小学館）
- 2008年「中国の世界遺産」（小学館）
- 2009年「月の桂離宮」（小学館）
- 2009年「京都の御所と離宮」（朝日新聞出版）
- 2009年「極楽園」（日経BP）
- 2010年「京都御所」「桂離宮」「修学院離宮・仙洞御所」（朝日新聞出版）
- 2011年「いつか楽園へ。」（ピエブックス）
- 2011年「世界遺産 小笠原」（朝日新聞出版）
- 2011年「空海と歩く 四国遍路①②」（小学館）
- 2013年「富士山 極上の撮影術」（小学館）
- 2014年「世界の楽園リゾート」（PHP）
- 2015年「室生寺」（クレヴィス）
- 2015年「青の楽園へ」（PHP）
- 2016年「日本の世界遺産」（PHP）
- 2017年「印度眩光マハラジャの歳月」（赤々舎）
- 2018年「三好和義の直伝　楽園写真術」（朝日新聞出版）
- 2018年「天平の楽園・東大寺」（求龍堂）
- 2020年「東大寺」（小学館SUMOブック）
- 2020年「日本の楽園島」（青幻舎）
- 2022年「法隆寺」（小学館SUMOブック）

近年の主な写真展
・2009年4月8日-4月16日 　    
「極楽園」（和光ホール）
・2010年1月7日-1月23日    　 
「京都の御所と離宮」（和光・並木ホール）
・2010年1月14日-1月30日  　 
「京都の御所と離宮」（和光ホール）
・2011年9月30日-10月6日  　
「帝のまなざし」（富士フォトサロン大阪）
・2011年11月18日-12月1日　 
「世界遺産　小笠原」（エプサイト）
・2013年11月13日-11月18日　
「伊勢神宮　式年遷宮」（和光ホール）
・2014年4月4日-4月17日     
「富士山」（エプサイト）
・2015年1月28日-2月8日　　   
「室生寺」（和光ホール）
・2015年4月8日-4月21日　　   
「永遠の楽園　沖縄」（銀座ニコンサロン）
・2015年5月14日-5月20日 　  
「永遠の楽園　沖縄」（大阪ニコンサロン）
・2016年4月15日-5月12日 　   
「楽園の跡　軍艦島」（エプサイト）
・2016年10月19日-10月25日　
「日本の世界遺産」（三越日本橋店　中央ホール）
・2017年7月25日-8月13日   　 
「印度眩光」（ニコンプラザ新宿THE GALLERY)
・2017年8月21日-9月8日    　 
「印度眩光」（ニコンプラザ大阪THE GALLERY)
・2018年7月3日-7月13日       
「天平の楽園　東大寺と正倉院」（東大寺本坊）
・2020年8月20日-9月7日 　   
「日本の楽園島」（ニコンプラザ東京THE GALLERY）
・2020年10月30日-11月18日  
「日本の楽園島」（ニコンプラザ大阪THE GALLERY)
・2021年10月1日-10月27日  
「世界の楽園　奄美 沖縄」（エプサイトギャラリー）

## 番組出演
- 「情熱大陸」2002年8月18日 TBS
- 「ソロモンの王宮」2004年8月8日 テレビ東京
- 「R30」2005年1月28日 TBS
- 「オフの達人」2005年7月28日 テレビ東京
- 「真相報道 バンキシャ!」2006年11月5日 日本テレビ
- 「日立 世界・ふしぎ発見!」2006年12月16日
- 「真相報道 バンキシャ!」2006年12月16日
- 「地球の歩き方〜迷宮の王国モロッコ」 2008年1月13日 朝日放送
- 「地球の歩き方モナコ～フィレンツェ美の旅」 2008年3月16日 朝日放送
- 「極上 美の饗宴」2011年6月2日 NHK-BS
- 「日曜美術館」2012年9月28日 NHK-Eテレ
- 「世界ふれあい歩き 癒しの楽園 リゾートSP」2014年1月1日 NHK-BS
- 「日曜美術館」2013年3月３日NHKーEテレ
- 「日曜美術館」2014年4月27日 NHK-Eテレ
- 「カツヤマサヒコSHOW」 2015年10月24日 サンテレビ
- 「三好和義と巡る 楽園の旅」2016年〜（12エピソード）Amazonプライムビデオ配信
- 「新・世界絶景紀行」2021年１月30日 BS-TBS
- 「プレミアムカフェ」2022年9月12日ー14日（3回）BS-NHK